# Opzione (ordinamento civile italiano)
L'opzione nell'ordinamento civile italiano è un contratto, disciplinato dall'art. 1331 del Codice Civile, attraverso il quale il proponente (o concedente l'opzione o optante) e l'oblato (o concessionario o opzionario o opzionista) si accordano a che la proposta rimanga ferma per un certo lasso di tempo. La norma stabilisce che la proposta produce gli effetti previsti dall'art. 1329 del Codice Civile, produce, cioè gli effetti della proposta irrevocabile. In altri termini, qualora la proposta venga revocata prima della scadenza del termine, la revoca è senza effetto. La proposta, inoltre, non va incontro a caducazione in caso di morte o sopravvenuta incapacità del proponente. L'opzione, è bene notare, può essere equiparata alla proposta irrevocabile solo per quanto attiene agli effetti procedimentali prodotti. Infatti, diversa è la natura giuridica delle due figure in discorso: la proposta irrevocabile è un negozio giuridico unilaterale, poiché è il proponente stesso che di propria iniziativa si obbliga a mantenere ferma la proposta per un certo lasso di tempo, mentre nel caso dell'opzione l'irrevocabilità della proposta è frutto di una concorde volontà del proponente e dell'oblato (l'art. 1331 cod. civ. dice che le parti 'convengono'), costituisce, cioè, l'oggetto del contratto. Si tratta, quindi, di un tradizionale contratto, riconducibile, in quanto ad iter procedimentale, all'art. 1326 del Codice Civile.
Inoltre, al secondo comma dell'art. 1331 del Codice Civile si dice che, qualora non sia stato fissato il termine entro il quale può essere esercitato il diritto di opzione conferito all'oblato, questo viene determinato dal giudice. Tale disposizione normativa è del tutto coerente con l'art. 1183 del Codice Civile che prevede, in via suppletiva, un intervento del giudice finalizzato alla fissazione del termine. Anche per tale motivo, la dottrina prevalente ritiene che la fattispecie in discorso si distingua dalla proposta irrevocabile, poiché nell'ambito di quest'ultima il termine si configura quale elemento essenziale e la sua eventuale omissione dà luogo a nullità.

## Ratio
La ratio dell'opzione è quella di consentire all'oblato la possibilità di avere a propria disposizione il tempo necessario per valutare la proposta e decidere se concludere o meno il contratto definitivo, accettando. La giurisprudenza sottolinea che il contratto di opzione, essendo preparatorio e strumentale alla stipulazione del contratto principale, deve contenere tutti gli elementi di quest'ultimo.
| Controllo di autorità | Thesaurus BNCF 61725 |